# Stefan Schabenbeck
Stefan Schabenbeck (ur. 1940 w Zakopanem) – polski reżyser filmów animowanych.

## Życiorys
Absolwent Wydziału operatorskiego PWSFTviT. Zadebiutował w łódzkim Se-ma-forze filmem animowanym Wszystko jest liczbą, który otrzymał wiele nagród. Jako jedyny w historii operator – przedstawiciel animacji otrzymał prestiżową nagrodę im. Andrzeja Munka.
Aktywność artystyczna Schabenbecka trwała tylko pięć lat, następnie wyjechał za granicę i zajął się pracą pedagogiczną na uczelniach filmowych.
Jest jednym z bohaterów książki Jerzego Armaty Anima. Mistrzowie polskiej animacji (wyd. EGoFILM, Warszawa 2025).

## Filmografia
- 1966: Wszystko jest liczbą
- 1967: !
- 1968: Schody
- 1969: Susza
- 1969: Wiatr
- 1970: Inwazja